# Агим Рамадани
Агим Рамадани (3 май 1964 – 11 април 1999) един от водачите на Армията за освобождение на Косово, известен най-вече с действията си по време на битката при Кошаре 9 април-10 юни 1999 г.

## Биография
Агим Рамадани е роден на 3 май 1964 г. в село Жегра, община Гниляне в Косово. Определян за един от най-добрите ученици в страната, учил във Висше техническо училище в Гниляне през 1980 г. и Военна академия по комуникации в Загреб, СР Хърватия. По време на обучението си се е интересувал от поезия и живопис, част от неговите стихове са били публикувани в литературни списания, а негови картини са били показвани на изложби в Хърватия, докато е бил военен там. Живеел е и в Швейцария като политически емигрант след началото на войната. През 1998 г. Рамадани става почетен член на Европейската академия на изкуствата.
Въпреки че бил емигрант в Швейцария, през 1998 г. се завръща в Косово и се присъединява към АОК, оставайки в Швейцария три деца и съпруга.
Определян е за един от най-известните герои в новата албанска история. Агим Рамадани остава сираци двама сина Джетон и Едон и дъщеря Лорина.
Главната улица в косовската столица Прищина носи неговото име.